# Старинг, Каспер
Каспер Старинг (нидерл. Casper Staring; род. 1 февраля 2001, Амстердам) — нидерландский футболист, полузащитник клуба НАК Бреда.

## Клубная карьера
Старинг — воспитанник клуба «Твенте». 27 октября 2020 года в поединке Кубка Нидерландов против «Де Графсхап» Каспер дебютировал за основной состав. 31 октября в матче против ПЕК Зволле он дебютировал в Эредивизи. В начале 2023 года Старинг перешёл в НАК Бреда. 13 января в матче против «Хелмонд Спорт» он дебютировал в Эрстедивизи.